# Dawlish
Dawlish este un oraș pe coasta sudică a comitatului Devon, în regiunea South West, Anglia. Orașul se află în districtul Teignbridge. Orașul a devenit din micul port pescăresc din secolul al XVIII-lea, o renumită stațiune la malul mării. 

## Descriere
Dawlish este situat la gura de vărsare a unui râuleț numit Dawlish Water, înconjurat de stânci roșii specifice Devonului. La sud vest se continuă cu un promontoriu, Lea Mount, iar la nord est urmărind plaja, se poate ajunge într-o rezervație naturală numită Dawlish Warren. Dawlish este de asemenea renumit pentru lebedele negre (Cygnus atratus) aduse din Australia care și-au găsit refugiul alături de alte păsări de apă, într-un sanctuar de pe Dawlish Water.

## Istoric
Prima atestare documentară pare să fie în Carta din 1044 prin care Edward Confesorul dona capelanului său Leofric câteva case parohiale.
Oamenii care s-au instalat în Dawlish trăiau în zonele mai înalte. Erau pescari și producători de sare, care coborau pe coastă pentru a pescui și a aduna sare. Pe atunci sarea se găsea din abundență în rocile de pe coastă, însă resursele erau limitate. Au fost construite sărării pentru a extrage sarea din saramură. Sarea de bună calitate produsă era stocată în hambare sau pivnițe. În Dawlish se producea însă mai puțină sare decât în vecinătate, la Teignmouth, probabil fiindcă locuitorii se temeau de apele din Dawlish și de imprevizibilitatea lor când erau inundații.

## Transport

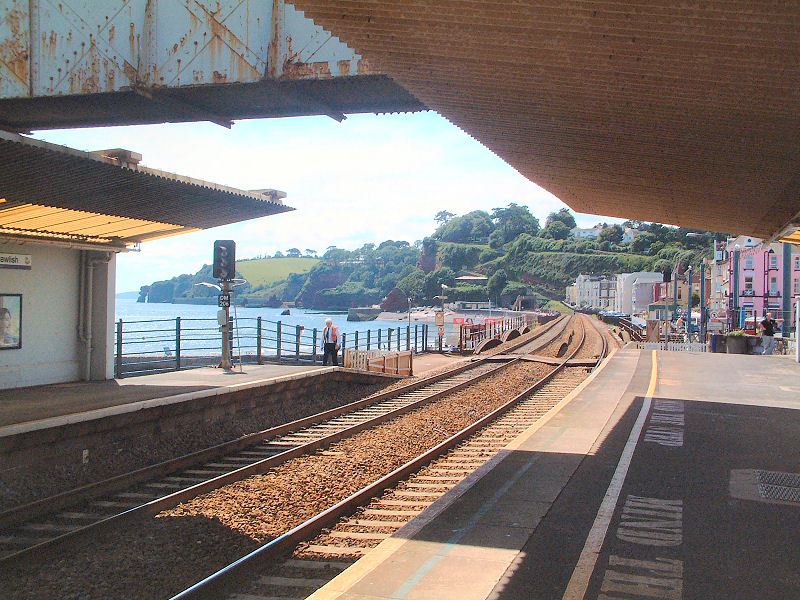
Vedere din gara din Dawlish spre sud-vestul oraşului.

Stația de cale ferată Dawlish este situată în centrul orașului, lângă plajă. Este legată de mai multe localități din Devon, precum și de Londra.

## Școli
În Dawlish sunt câteva școli. Școala primară Gatehouse este una dintre cele mai noi. Situată în partea de nord a orașului, are câteva sute de elevi. Alte școli din Dawlish sunt Colegiul comunității din Dawlish, Școala primară Westcliff, Școala Ratcliff și Școala Oaklands Park Arhivat în 8 decembrie 2007, la Wayback Machine..